# 140a Brigada Mixta (Exèrcit Popular de la República)
La 140a Brigada Mixta va ser una unitat de l'Exèrcit Popular de la República creada durant la Guerra Civil Espanyola. Al llarg de la contesa va operar en els fronts d'Aragó, Segre, Ebre i Catalunya.

## Historial
La unitat va ser creada el maig de 1937, originalment com a força reserva de l'Exèrcit de l'Est, si bé després s'integraria en la 32a Divisió de l'XI Cos d'Exèrcit. Va quedar sota el comandament del tinent coronel d'infanteria Humberto Gil Cabrera, amb el capità d'infanteria Manuel Tió Vila com a cap d'Estat Major i amb Luis Deltell Bernal com a comissari. Una vegada que la brigada va finalitzar la seva fase d'instrucció el comandament va passar al major de milícies Rodolfo Bosch Pearson, però acabaria sent substituït pel major Eusebio Sanz després de ser processat Bosch per l'afusellament d'uns milicians del POUM. Posteriorment la 140a BM va ser assignada a la 33a Divisió amb la idea de prendre part en l'ofensiva de Brunete, si bé al final la brigada va romandre situada a Tarragona sense prendre part en les operacions de Brunete.
Al març de 1938, després del començament de l'ofensiva franquista al front d'Aragó, va ser assignada a la 24a Divisió i enviada com a reforç al sector amenaçat; no obstant això, l'11 de març la brigada es va retirar per Pina fins a arribar a Fraga, el dia 26. Alguns elements de la 140a BM van participar en la defensa de Lleida, però després de la caiguda de la ciutat van travessar el riu i es van retirar cap a Llardecans. Va ser sotmesa a una reorganització, quedant agregada a la 44a Divisió.
El 13 de setembre la 140a BM va ser enviada com a reforç al front de l'Ebre, com a reforç a les forces republicanes d'aquest sector. El dia 19 va rellevar a la 227a Brigada Mixta en la zona al nord-oest de Pobla de Massaluca, posició en la qual va romandre fins al 6 d'octubre —quan va ser substituïda per la XIII Brigada Internacional—; a diferència d'altres unitats republicanes, en aquest període la 140a BM no va participar en durs combats. Tres dies després, el 9 d'octubre, va haver de tornar al capdavant de batalla en la zona de la Venda de Camposines. El dia 15 va haver de resistir un forta envestida enemiga, si bé va mantenir les seves posicions a costa d'algunes baixes —destacant la mort del cap del 560è batalló, el major Vicente Sagarduy. El 8 de novembre, durant l'última contraofensiva franquista, la 140a BM va sofrir el cèrcol de la seva companyia de metralladores i d'una companyia del 559è batalló, que es va traduir en greus baixes. Tres dies després, a causa de la retirada de la 226a Brigada Mixta, va sofrir un nou cèrcol enemic que va provocar abundants pèrdues a la unitat; greument infringida, el dia 13 va creuar l'Ebre per la zona de Flix.
Novament agregada a la 44a Divisió, va ser destinada al sector del cap de pont de Seròs. No obstant això, després del començament de l'ofensiva franquista a Catalunya la brigada va haver de retirar-se. Per al 13 de gener de 1939 es trobava defensant la Serra de Prades, però després de la caiguda de Tarragona es va retirar cap a la frontera francesa.

## Comandaments
Comandants
- Tinent coronel d'infanteria Humberto Gil Cabrera;[7]
- Major de milícies Rodolfo Bosch Pearson;
- Major de milícies Eusebio Sanz;
- Major de milícies José Peirats Almela;

Comissaris
- Luis Deltell Bernal, del PSUC;[8]
- Ángel Marcos Salas, de la CNT;